# Наські українські казки
«Наські українські казки», також «Наські українські казки, запорожця Іська Матиринки» — поетична збірка трьох українських казок, написана Осипом Бодянським та видана 1835 року в Москві.
|            | Матері моїй рідненькій, Неньці старенькій, Коханій, любій Україні |
| — присвята |                                                                   |

## Зміст
У віршованій формі від імені народного оповідача — козака Іська Матиринки — автор переповідає три найвідоміші народно-казкові сюжети:
- Казка про царів сад да живую супілочку
- Казка про дурня да його коня
- Казка про малесенького Йвася, змію, дочку її Олесю та задніх гусенят[2]

## Історія

### Перше видання
Збірку з трьох казок Осип Бодянський видав 1835 року в Москві, оригінальна назва — «Наськы украинськы казкы, запорозьця Иська Матырынкы». Кожній казці передує епіграф із народних приказок. За словами Івана Франка, примірник цієї книжки «подарував для бібліотеки Наукового товариства ім. Шевченка у Львові професор Агатангел Кримський».

### Перевидання Івана Франка 1903 року
1903 року Іван Франко передрукував збірку у Львові, аби познайомити читацьку публіку з поетичним доробком Осипа Бодянського. Франко супроводив видання ґрунтовною передмовою, в якій назвав Бодянського «одним із перших піонерів українського письменства XIX-го віку і одним із найзаслуженіших діячів на полі слов’яно- і спеціально українознавства в Росії» та назвав збірку казок «головним українським твором» О. Бодянського, який залишився поза увагою дослідників і не отримав належної оцінки. Окрім того, у вступних заувагах Франко детально описав першодрук збірки, проаналізував правопис видання та зазначив, що вона «набирає для нас подекуди вартості історичного документа, бо позволяє зрозуміти погляди Бодянського на звуки і форми українського слова».
У кінці перевидання Франко розмістив наукову статтю «Національний колорит казок Бодянського», в якій висловив думку, що цей поетичний варіант народних казок був даниною тогочасній літературній моді, а про автора висловив наступне: «Бодянський оповідає монотонно, мляво, його форма не блискуча і не передає настрою, який би повинна викликати казка. Та є в його віршуванні щось інше, чим ті казки заслуговують на пильну увагу — це національний колорит, який він силкувався надати своїм казкам». На думку Івана Франка, гумористичний тон, притаманний творчості Івана Котляревського, Бодянський у «Наських казках...» використав «досить невдало». У поетичних рядках збірки Франко знайшов схожість із віршовим розміром «Енеїди», однакову «будову фраз» та низку текстуальних збігів.

## Критика
До перевидання збірки Іваном Франком 1903 року, в якій він зробив критичний аналіз «Наських казок…», про збірку схвально писав один із перших істориків української літератури Омелян Огоновський: «„Казки запорожця Іська Материнки“ по суті такі гарні, як чудовою являється весною рано вранці будь-яка квітка, що, напившись свіжої роси, розвиває свої листочки проти сонця, що сходить. Перейнявши ті казки із скарбниць переказів українського люду, вмів Бодянський прикрасити їх такою формою поетичною, яка являється природним одягом творів усної словесності».
Російський критик Віссаріон Бєлінський відзначав збірку найчистішою українською мовою та назвав її виявом любові до своєї батьківщини:
|  | Твір відрізняється найчистішою малоросійською мовою, яка геть недоступна для нас, москалів, і тому позбавляє нас можливості гідно оцінити її. Оригінальний текст (рос.) Сочинение отличается самым чистым малороссийским языком, который совершенно недоступен для нас, москалей, и потому лишает нас возможности оценить его по достоинству. |